# Liparis bristolensis
Liparis bristolensis és una espècie de peix pertanyent a la família dels lipàrids.

## Hàbitat
És un peix marí, demersal i de clima polar que viu entre 31 i 77 m de fondària.

## Distribució geogràfica
Es troba al sud del mar de Bering i l'oest del Golf d'Alaska.

## Observacions
És inofensiu per als humans.